# Villa Hidalgo, Zacatecas
Villa Hidalgo là một đô thị thuộc bang Zacatecas, México. Năm 2005, dân số của đô thị này là 17195 người.